# Музей узкоколейных железных дорог (Екатеринбург)
Музей узкоколейных железных дорог в Екатеринбурге — железнодорожный музей узкой колеи, расположенный в городе Екатеринбурге, посвящённый узкоколейным железным дорогам, подвижному составу и всему, что с этим связано. Основан в 2016 году.

## Общая информация
В июне 2013 года главным инженером Свердловской железной дороги Игорем Набойченко было принято решение о создании Музея узкоколейных железных дорог на Свердловской детской железной дороге, который в дальнейшем станет филиалом Музея развития железнодорожного транспорта в городе Екатеринбург. Музей узкоколейных железных дорог был открыт в сентябре 2016 года.

## Экспозиция
Экспозиция музея представлена 72 различными экспонатами железнодорожной тематики, из них разнотипного подвижного состава 47 единиц.

### Паровозы
- Паровоз 157-63 — Сормовского паровозостроительного завода, 1936 г.п. (находится в процессе восстановления)[2]
- Паровоз Гр-318 — завода имени Карла Маркса (Германия), 1951 г.п. (не восстановлен)
- Паровоз ВП4-1425 — Воткинского паровозостроительного завода, 1956 г.п. (восстановлен до рабочего состояния)[3]

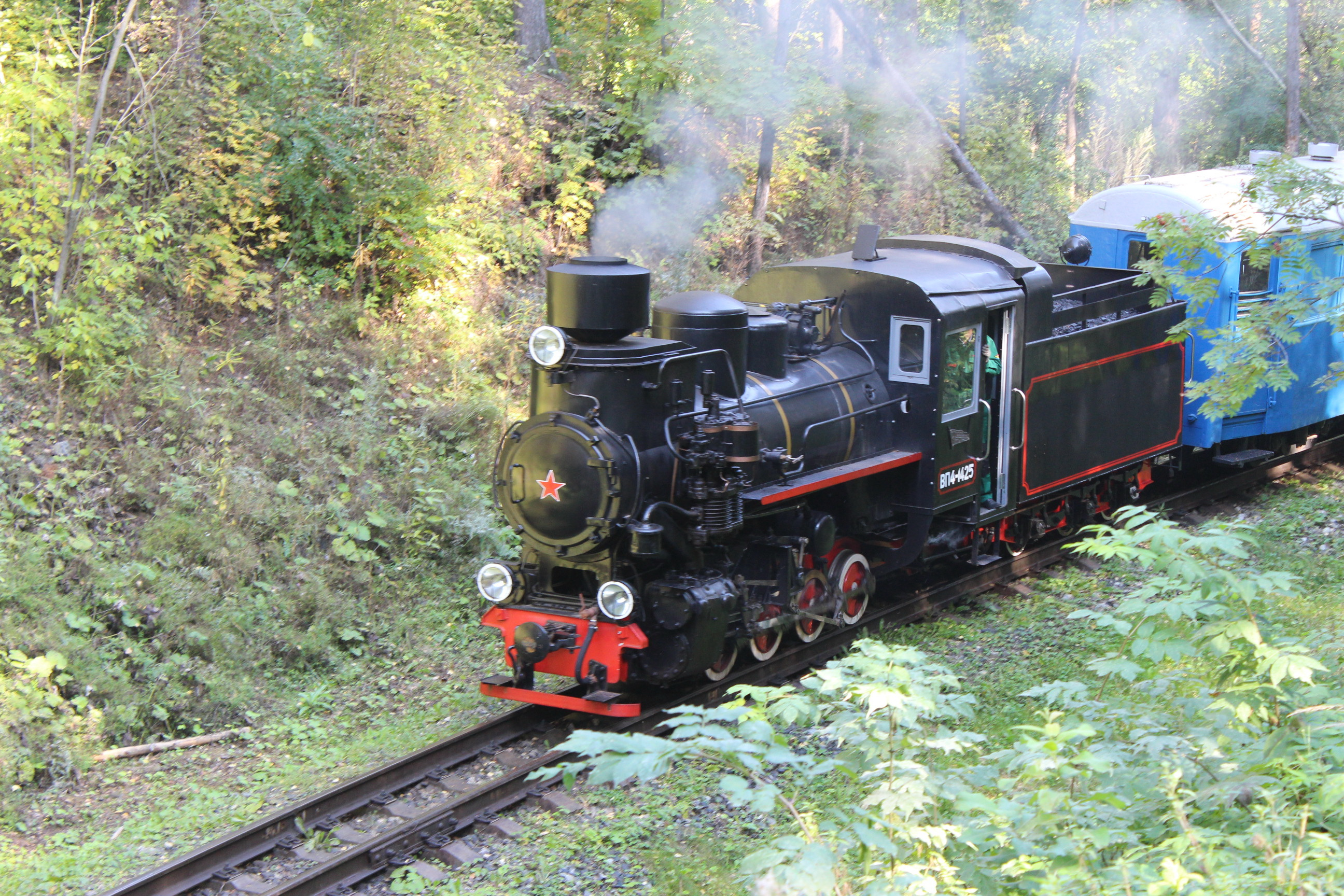
Паровоз ВП4-2097

- Паровоз ВП4-2097 — Воткинского паровозостроительного завода, 1958 г.п. (не восстановлен)
- Паровоз Кч4-328 — завода Škoda (Чехословакия), 1950 г.п. (памятник возле ДК Железнодорожников в Екатеринбурге)
- Паровоз П24-7 (№8225) — Коломенского завода, 1941 г.п. (не восстановлен)
- Паровоз O&K №9 (№12350) — завода Orenstein & Koppel (Германия), 1931 г.п. (на ходу)[4]

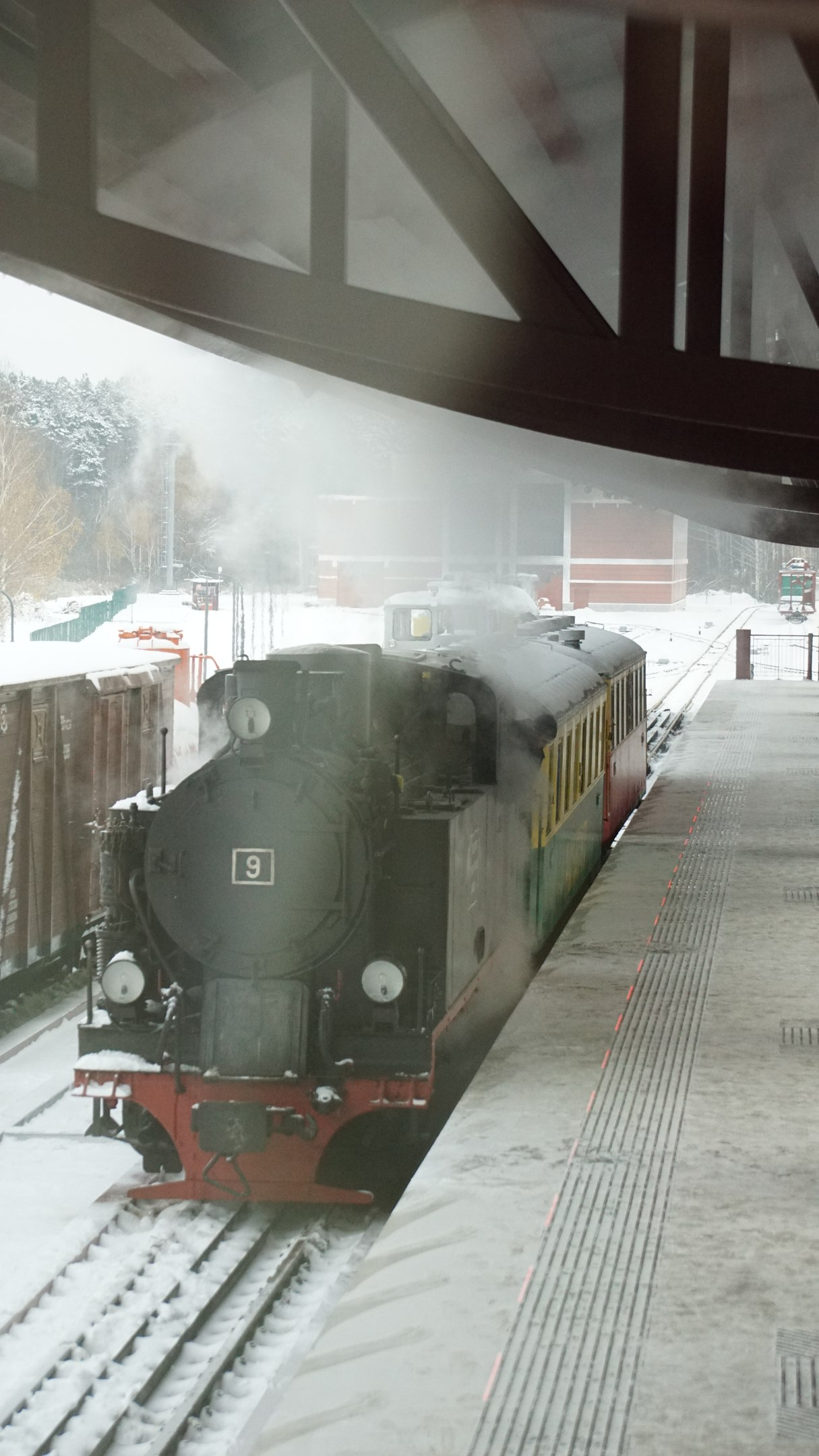
Паровоз O&K №9 (№12350)

- Паровоз C90C №3 (№2209) завода ČKD (Чехословакия), 1948 г.п.(находится в процессе восстановления)
- Паровоз Кп4-486 (№4401) Fabryka lokomotyw im. Feliksa Dzierżyńskiego Chrzanów (Польша), 1955 г.п. (не восстановлен)
- Паровоз 170.1 (№3150) Lokomotivfabrik Floridsdorf (Австрия), 1938 г.п. (не эксплуатируется)

### Дизельные локомотивы

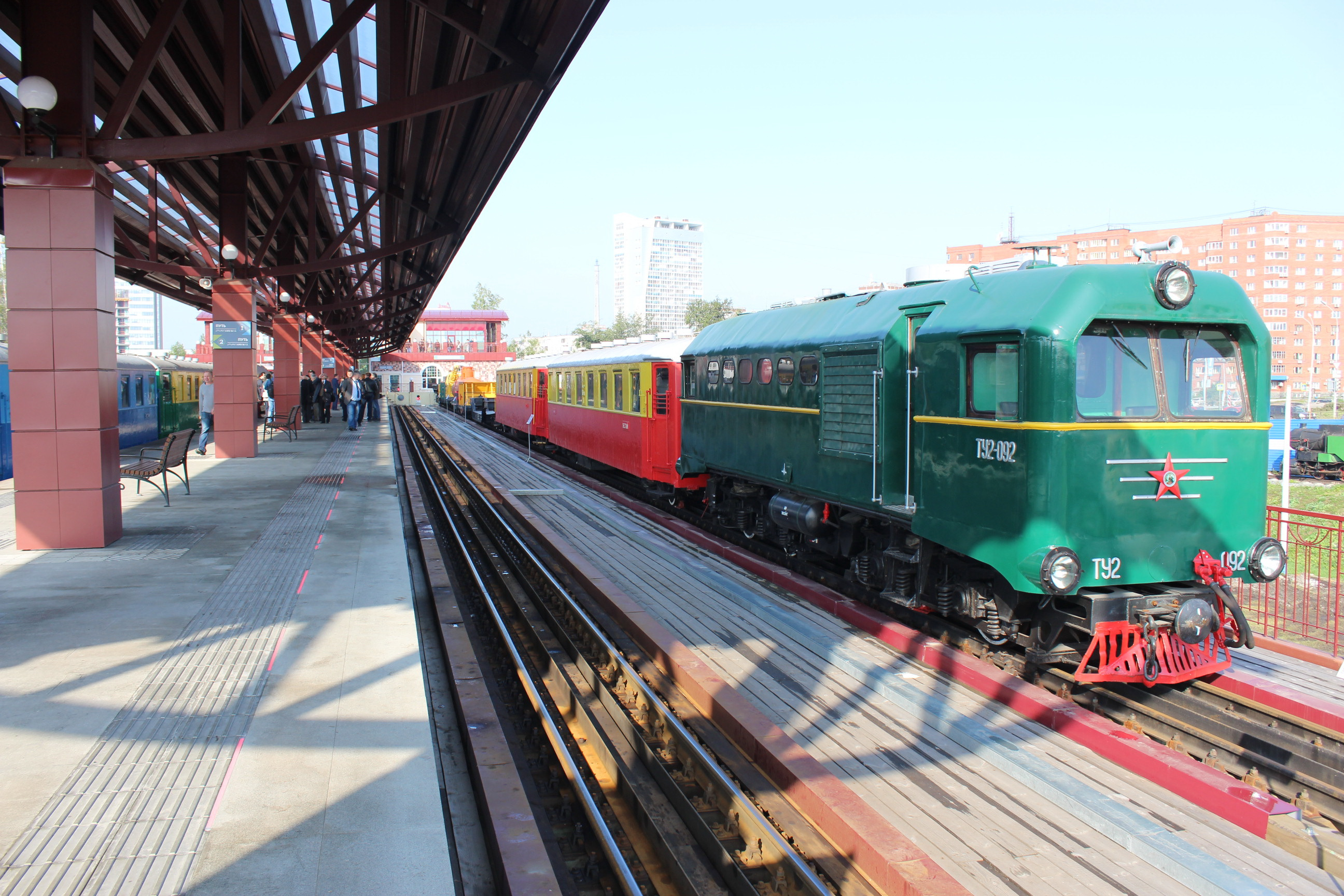
Тепловоз ТУ2-092

- Тепловоз с электрической передачей ТУ2-092 — Калужского машиностроительного завода, 1957 г.п. (на ходу)

- Тепловоз с электрической передачей ТУ2-236 — Калужского машиностроительного завода, 1959 г.п. (на ходу)
- Тепловоз с электрической передачей ТУ3-4149 (T47.021) — ЧКД-Соколово (Чехословакия), 1958 г.п. (на ходу)[5]
- Тепловоз с гидропередачей ТУ4-3034 — Камбарского машиностроительного завода, 1973 г.п. (на ходу)

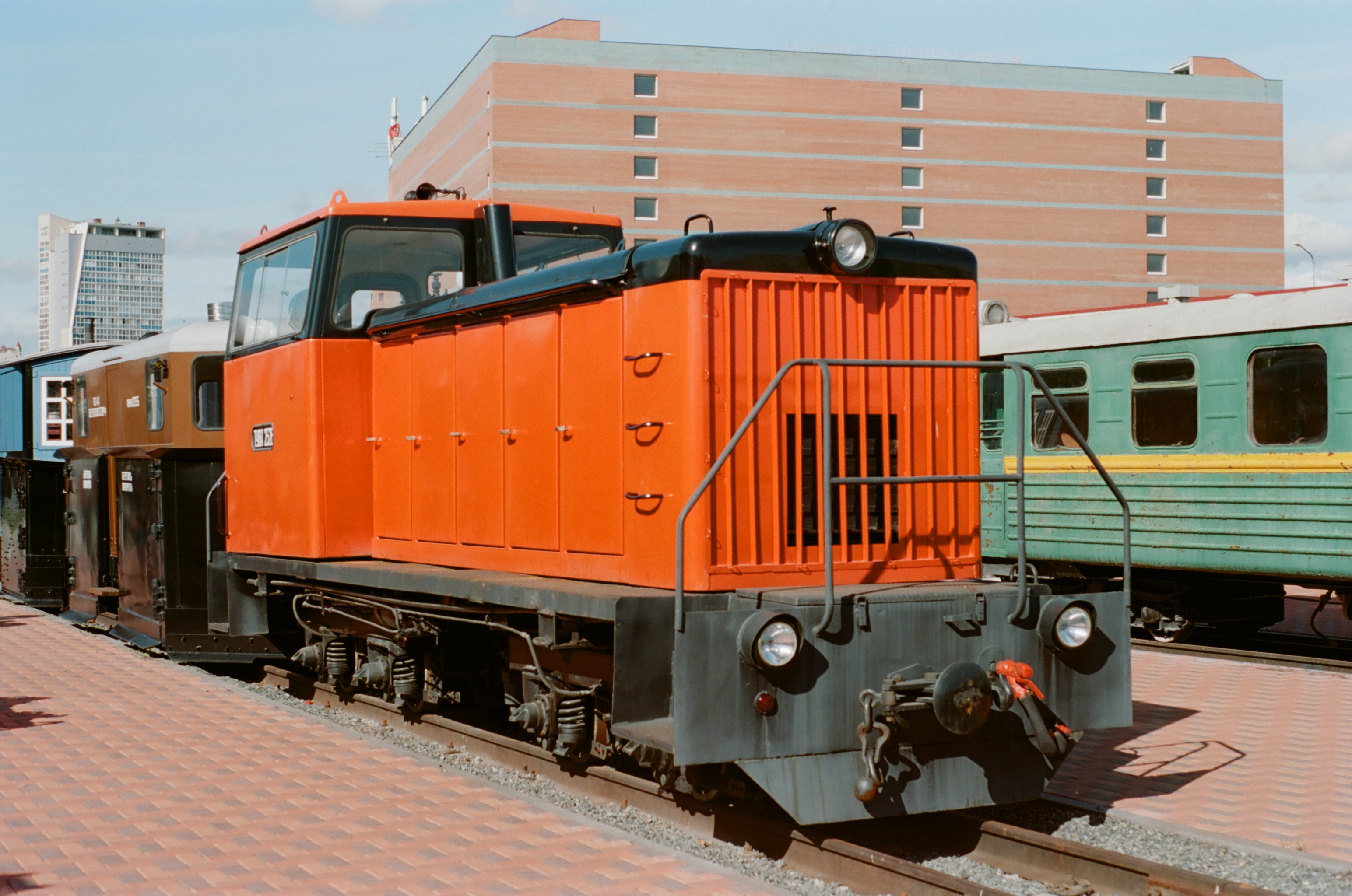
Тепловоз ТУ6А-2526 (2022)

- Тепловоз с механической передачей ТУ6А-2526 — Камбарского машиностроительного завода, 1982 г.п. (не восстановлен)

- Тепловоз с механической передачей и пассажирским салоном ТУ6П-0016 — Камбарского машиностроительного завода,[6] с торфопредприятия Васильевский Мох[7]

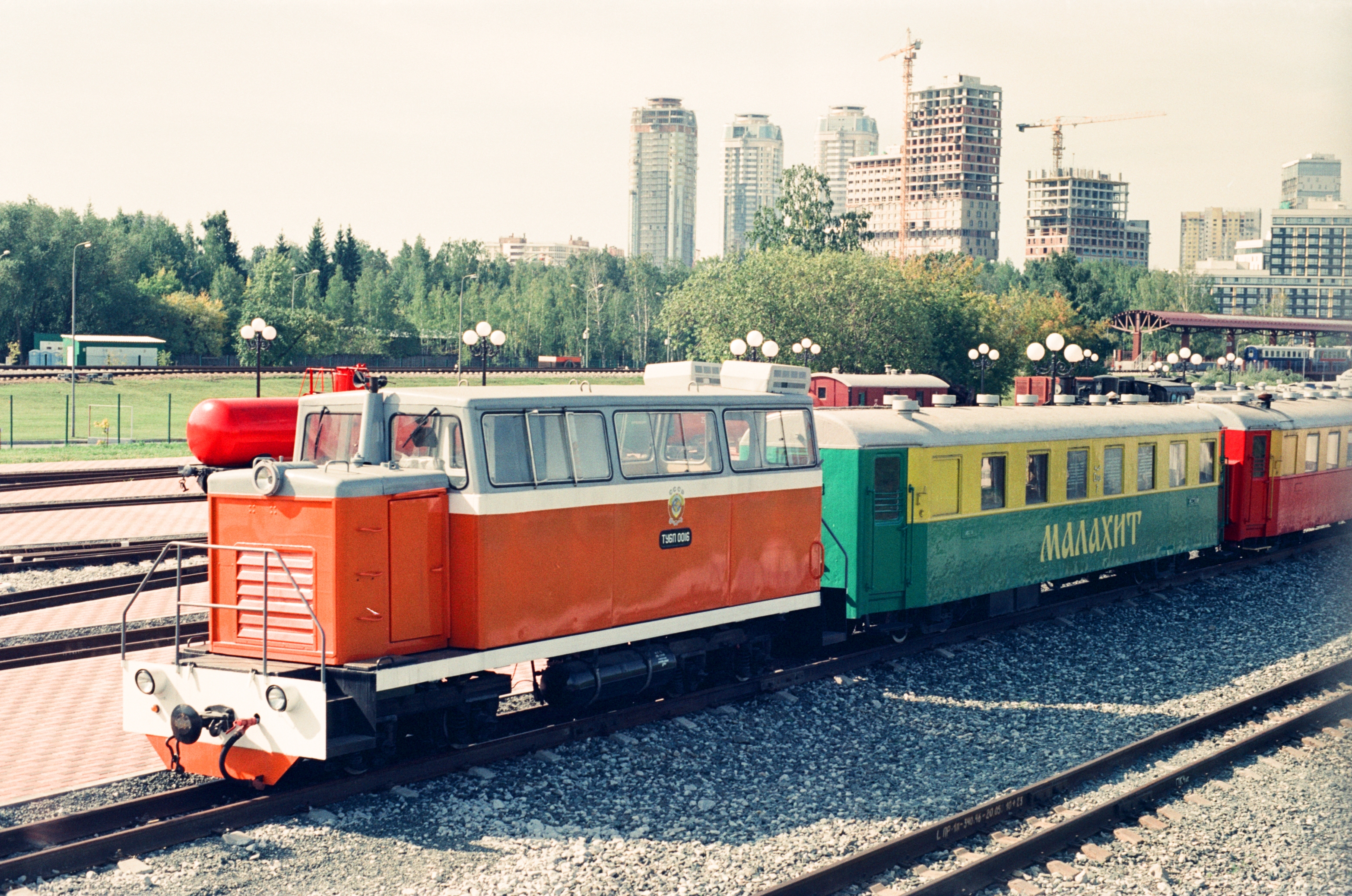
Тепловоз ТУ6П-0016 (2020)

- Четырёхосный мотовоз — самоходная электростанция ЭСУ1а №8 — Губинского механического завода (не восстановлен)
- Четырёхосный мотовоз — самоходная электростанция ЭСУ2а-947 — Губинского механического завода, 1987 г.п. (восстановлен до рабочего состояния)[8]
- Двухосный мотовоз MSZ-161 — предприятия Arnold Jung Lokomotivfabrik (Кирхен, Германия), 1931 г.п. (не восстановлен)[9][10]

### Самоходный подвижной состав
- Четырёхосная автомотриса АМ1-248 — Демиховского машиностроительного завода, 1970 г.п. (не восстановлена)
- Грузовая автодрезина ГМД3 — Демиховского машиностроительного завода, 1960-х г.п. (не восстановлена)
- Пассажирская автодрезина ПД1-764 — Демиховского машиностроительного завода, 1970-х г.п. (не восстановлена)
- Пассажирская автодрезина ПД1-843 — Демиховского машиностроительного завода, 1970-х г.п. (восстановлена до рабочего состояния)
- Мотодрезина ТДУ5 — Калужского машиностроительного завода, 1950-х г.п. (не восстановлена)

### Путевые машины
- Щеточный снегоочиститель СЩС-220 — Демиховского машиностроительного завода, 1960-х г.п. (не восстановлен)
- Плужные снегоочистители ПС — Демиховского машиностроительного завода, 1950-х г.п. (не восстановлен)
- Несамоходная крановая установка ЛТ-110 №018 — Няндомские экспериментальные механические мастерские (НЭММ), 1980 г.п. (восстановлена до рабочего состояния)[11]
- Дизель-электрический кран КЖУ-О №8 — Монетного ремонтно-механического завода треста Свердловскторф (МРМЗ), 1974 г.п. (не восстановлен)
- Паровые краны 1,5S (УЖКП1,5) — Машиностроительного объединения Valmet (Финляндия), 1940-х г.п. (не восстановлен)
- Путеукладчики ППР2МА-319 — Губинского механического завода, 1986 г.п. (восстановлен до рабочего состояния)

### Вагоны
Грузовые вагоны различных заводов 1930—1990 годов постройки.
- Вагон-ледник Bautzen производства ГДР (не восстановлен)
- Вагон-самосвал УВС22 модель 47-641 (восстановлен до рабочего состояния)
- Вагон-столовая ВС1 модель 48-053 на базе вагона ПВ40 (не восстановлен)
- Вагон цистерна ВЦ20 модель 45-046 (восстановлена до рабочего состояния)
- Крытый вагон модель 41-012 (восстановлена до рабочего состояния)
- Лесовозный вагон-сцеп модель 43-091 (восстановлен до рабочего состояния)
- Пассажирские вагоны ПВ40 модель 48-051 и 43-0011 (на ходу)
- Пассажирские вагоны Pafawag модель 3Aw производства ПНР (на ходу)
- Передвижная вагон-мастерская VEB Waggonbau Ammendorf производства ГДР (восстановлена до рабочего состояния)[12]

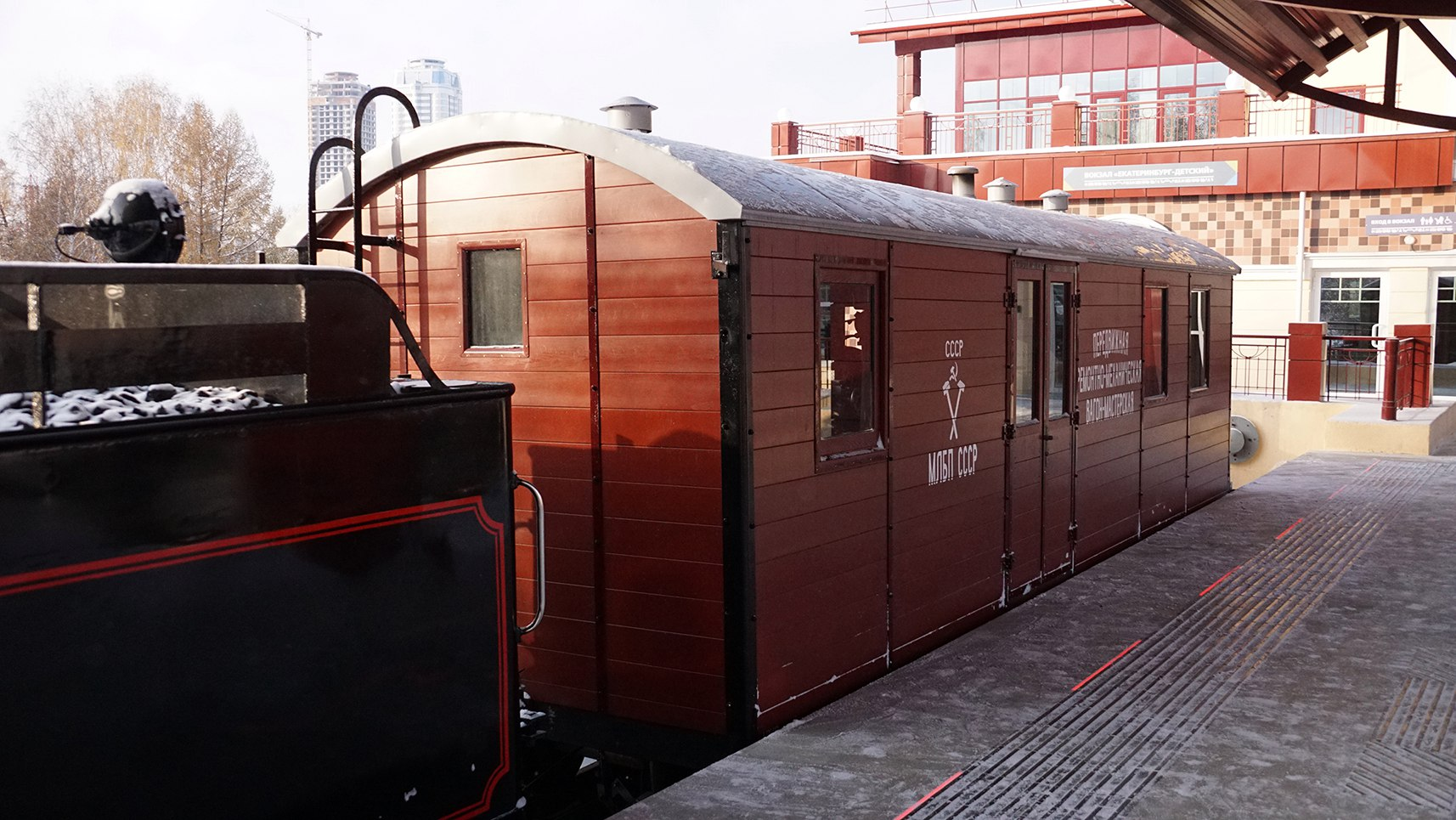
Передвижная вагон-мастерская VEB Waggonbau Ammendorf

- Платформы различной грузоподъемности (на ходу)
- Полувагон для торфа ТСВ6А модель 42-023 (восстановлен до рабочего состояния)
- Почтово-багажный вагон на базе вагона Pafawag 3Aw производства ПНР (не восстановлен)
- Хопперы-дозаторы модели 42-074 (на ходу)
- 8-осный вагон-транспортер Т-2 (восстановлен до рабочего состояния)

### Фотогалерея

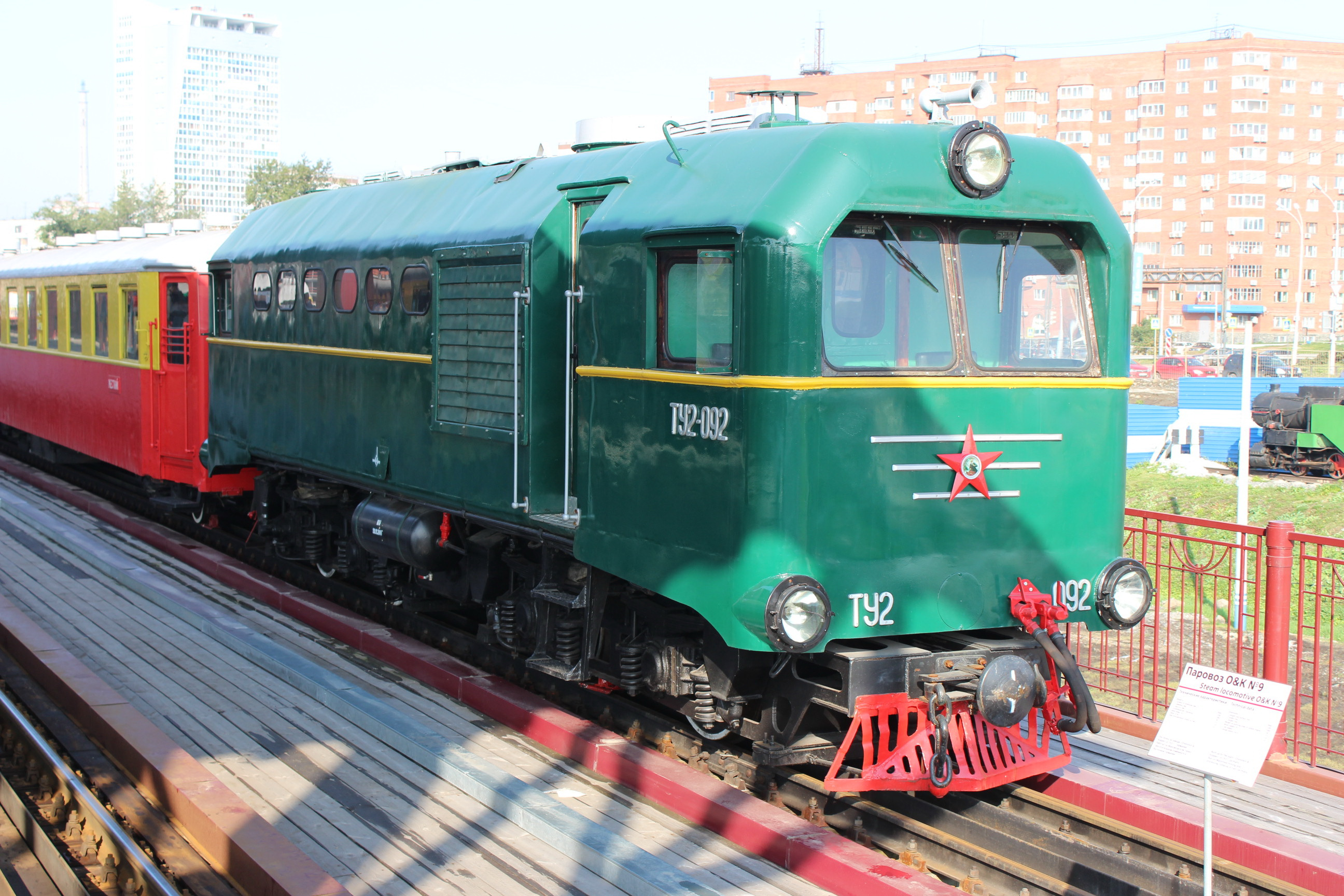
Тепловоз с электрической передачей ТУ2-092
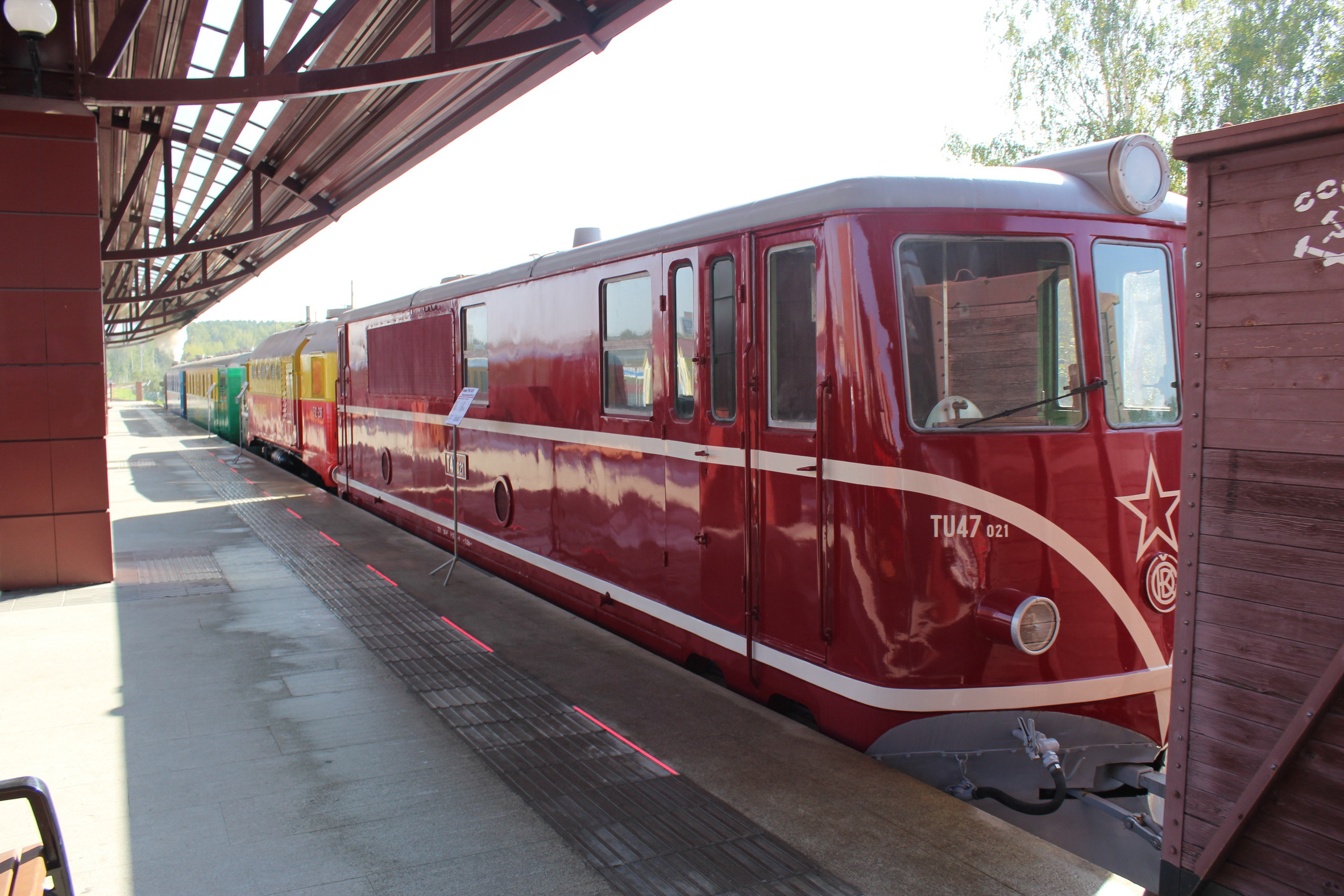
Тепловоз с электрической передачей ТУ3-4149 (T47.021)
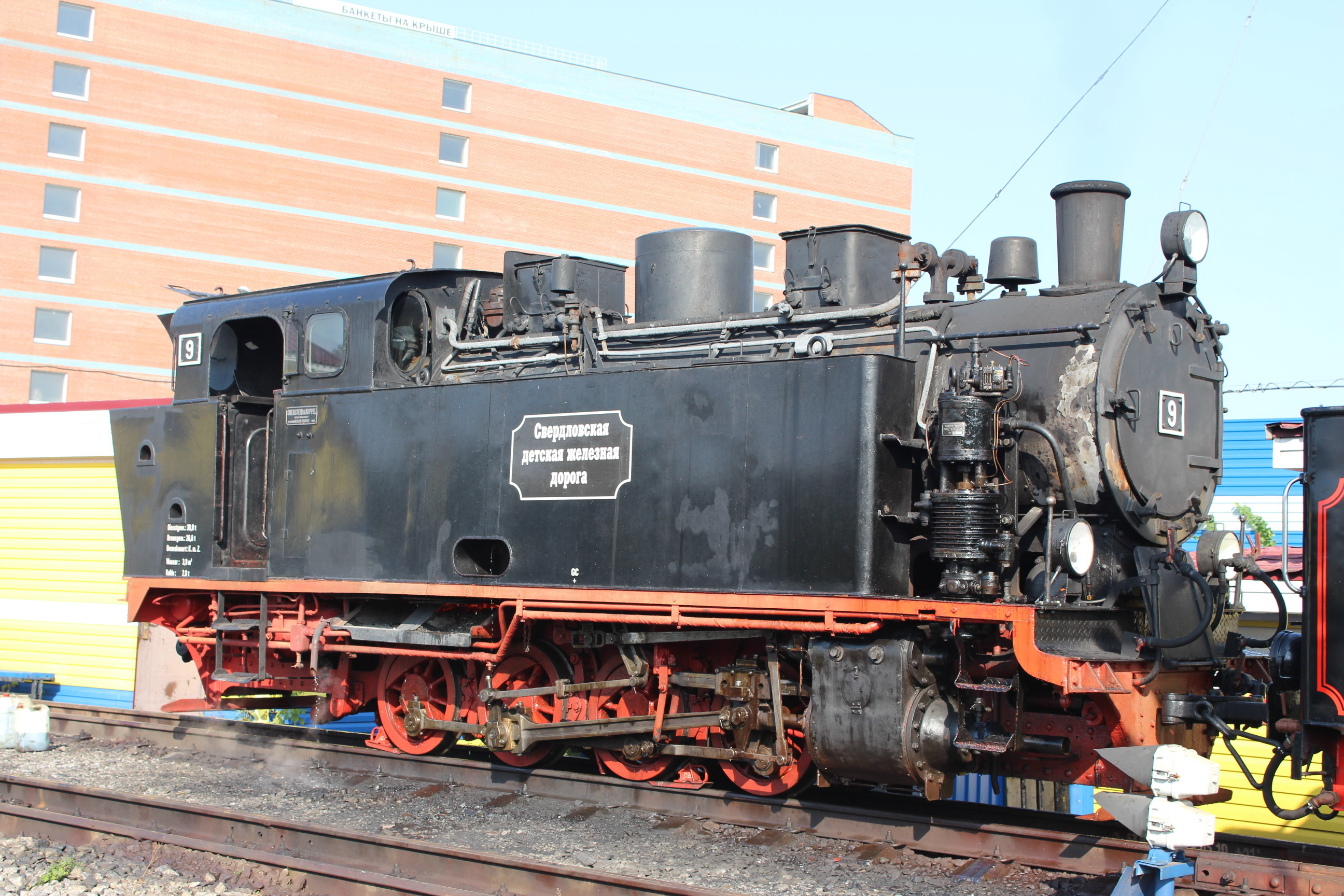
Паровоз O&K №9 (№12350)
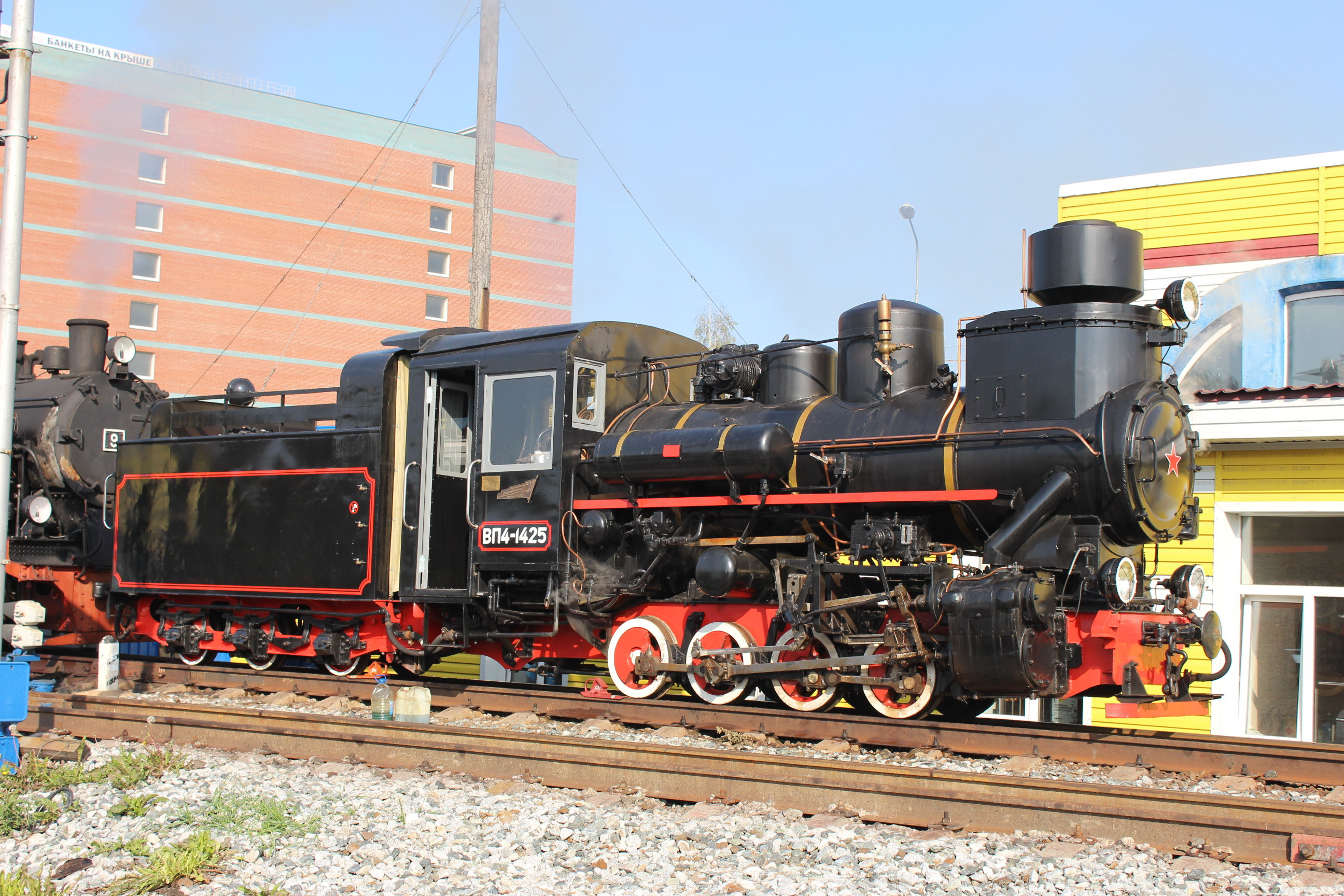
Паровоз ВП4-1425
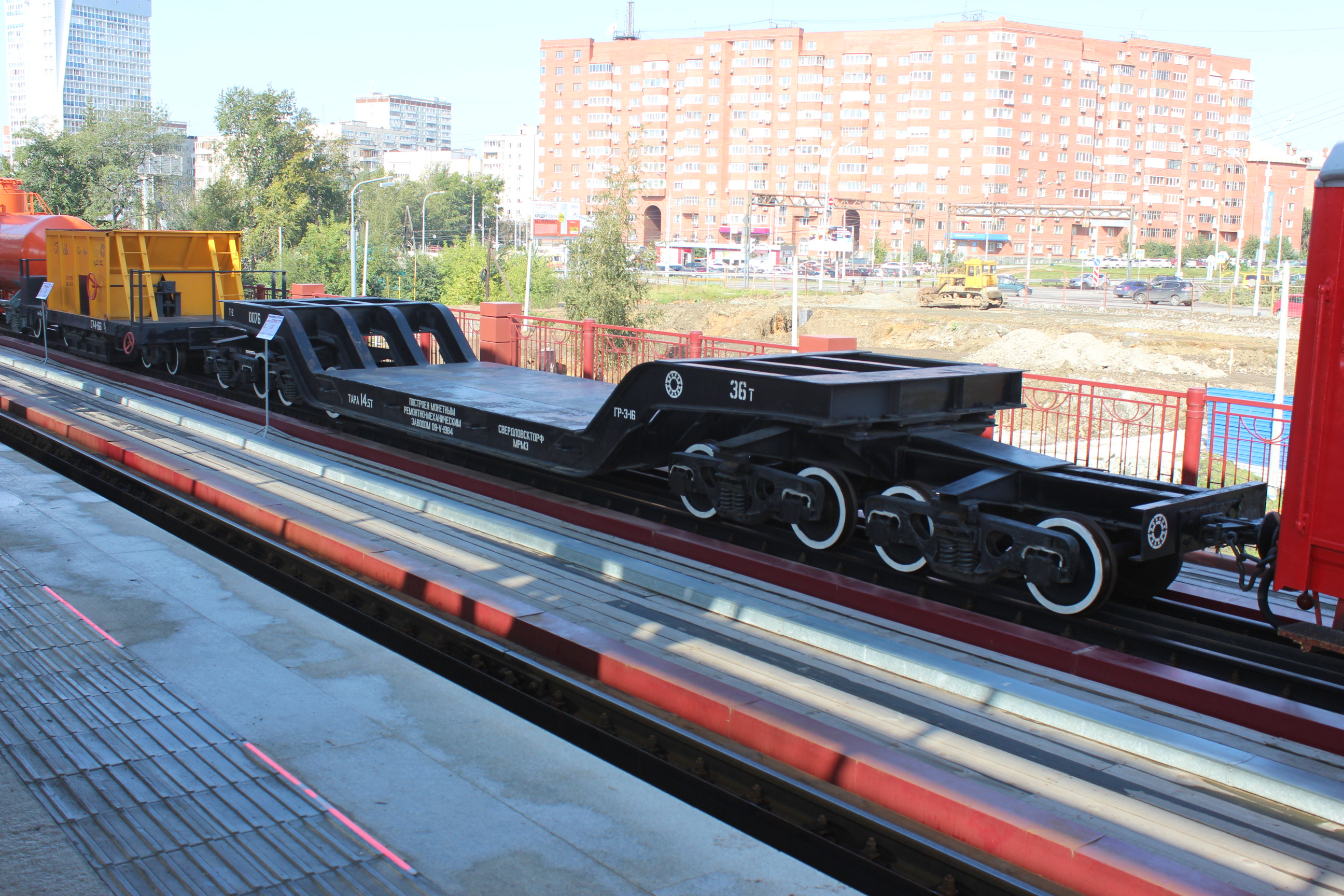
Вагон-транспортер Т-2
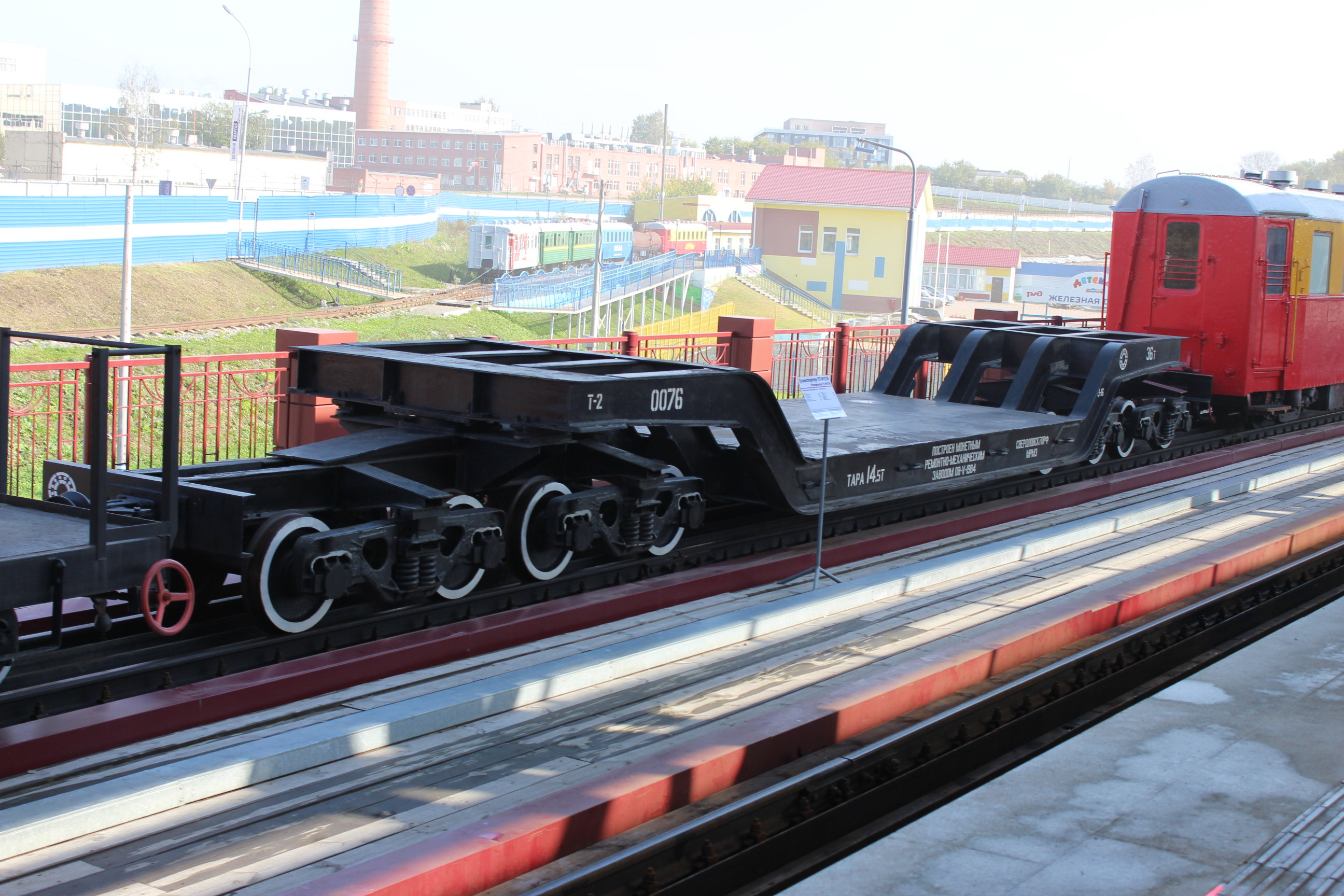
Вагон-транспортер Т-2
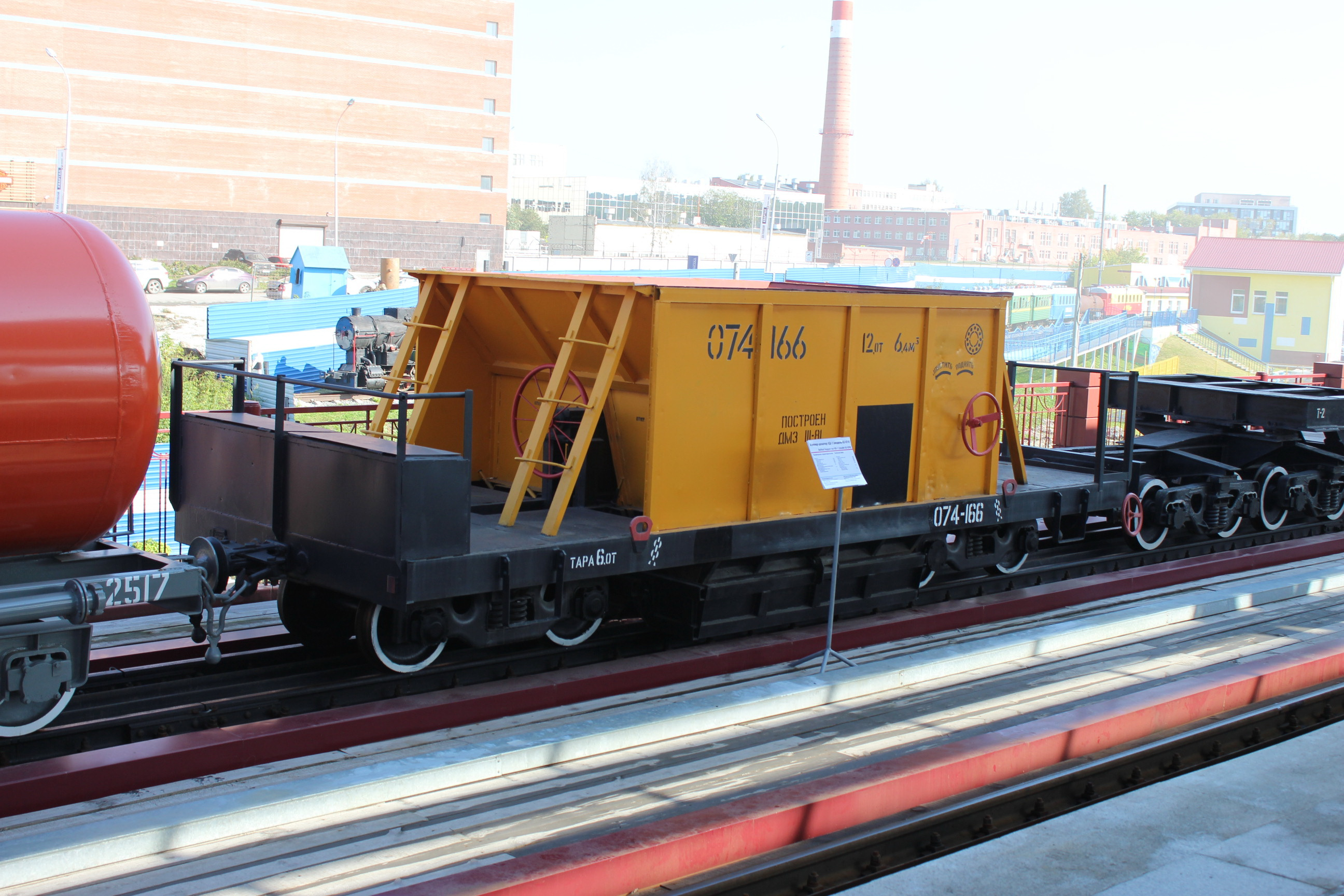
Хоппер-дозатор 42-074 №166